# Fundação Internacional das Mulheres na Comunicação Social
A Fundação Internacional das Mulheres na Comunicação Social é uma fundação com sede em Washington, Estados Unidos, com o objetivo de valorizar o papel das mulheres na comunicação social em todo o mundo. A IWMF tem membros em mais de 100 países.

## Programas
A IWMF foi criada em 1990 para promovera liberdade de expressão através de apoio a mulheres na comunicação social. Especificamente, visa construir uma rede de mulheres para partilhar ideias, proporcionar competências em matéria de liderança e ajudar as mulheres a desenvolverem as suas carreiras. A fundação atribui prémios para dar reconhecimento ao jornalismo com coragem e pelo trabalho de jornalismo ao longo da vida. A fundação financia formação avançada e bolsas, assim como consultoria jurídica.